# Рамирес, Матиас
Матиас Фернандо Рамирес Паласиос (исп. Matías Fernando Ramirez Palacios; 5 февраля 1996, Сантьяго, Чили) — чилийский футболист, нападающий клуба «Депортес Реколета».

## Клубная карьера
Рамирес — воспитанник клуба «Палестино». 9 ноября 2013 в матче против «Кобресаль» он дебютировал в чилийской Примере. В этом же поединке Матиас забил свой первый гол за «Палестино». Летом 2014 года Рамирес подписал пятилетний контракт с испанской «Гранадой», но из-за высокой конкуренции он играл только за дубль, а также на правах аренды возвращался в «Палестино».
В начале 2016 года Матиас был отдан в аренду в «Эвертон» из Винья-дель-Мара. 23 января в матче против «Депортес Темуко» он дебютировал за новую команду.
Летом 2017 года Рамирес присоединился к «Уачипато». 27 августа в матче против «Унион Эспаньола» он дебютировал за новую команду.

## Международная карьера
В 2013 году в составе сборной Чили до 17 лет Рамирес принял участие в юношеском чемпионате Южной Америки в Аргентине. На турнире он сыграл в матче против сборной Бразилии. В начале 2015 года Матиас в составе молодёжной сборной Чили принял участие в молодёжном чемпионате Южной Америки в Уругвае. На турнире он сыграл в матчах против сборных Бразилии и Колумбии.